# Unió Panucraïnesa «Pàtria»
La Unió Panucraïnesa «Pàtria» (ucraïnès: Всеукраїнське об'єднання «Батьківщина»), sovint conegut com a Batkivsxina, és un partit polític ucraïnès liderat per Iúlia Timoixenko.
Com a partit principal de l'antic bloc Iúlia Timoixenko, ha tingut representació al parlament d'Ucraïna des que Iúlia Timoixenko va establir la facció parlamentària del mateix nom el març del 1999. Després de la prohibició de novembre de 2011 de la participació de blocs de partits polítics a les eleccions parlamentàries, Batkivsxina es va convertir en una força important en la política d'Ucraïna.
A les eleccions parlamentàries d'Ucraïna de 2012, Batkivsxina va participar sota la pancarta «Oposició unida Batkivsxina» i altres partits aliats. La llista del partit estava encapçalada pel líder del Front dels Canvis Arseni Iatseniuk. La llista va obtenir 62 escons i un 25,55 % dels vots en el sistema de llistes de partits proporcionals (a escala nacional) (del 30,71% el 2007 al Bloc Iúlia Timoixenko), i altres 39 a circumscripcions electorals, per tant, un total de 101 escons. El 15 de juny de 2013, les parts Front dels Canvis i Reformes i Ordre finalment es van fusionar amb la Batkivsxina de la Unió Ucraïnesa per autoliquidació. Al 31 de desembre de 2013, la facció parlamentària Batkivsxina tenia 90 diputats.
Timoixenko va ser empresonada des del 5 d'agost del 2011 fins al 22 de febrer del 2014. Després de la revolució de 2014, va ser rehabilitada per la Cort Suprema d'Ucraïna i el Tribunal Europeu de Drets Humans en absència d'estructura del crim.
Timoixenko va començar a reformar el partit i Batkivsxina va entrar a les eleccions parlamentàries del 2014 amb nous membres, entre els cinc primers llocs de la llista: Nadia Sàvtxenko, Iúlia Timoixenko, Íhor Lutsenko, Serhí Sòboliev i Alona Xkrum. Basant-se en els resultats de les eleccions, el partit va rebre 19 escons al parlament d'Ucraïna: 17 segons les llistes del partit i dos mitjançant el sistema de la majoria. Fins al 17 de febrer de 2016, el partit era membre del segon govern de Iatseniuk.
A les eleccions parlamentàries del 2019, Batkivsxina va rebre el 8,18% dels vots i 26 diputats (dos elegits a les circumscripcions electorals). Després d'un breu suport del govern d'Oleksí Hontxaruk, el partit va entrar a l'oposició.

## Resultats electorals

### Rada
| Any  | Vots                         | %                            | Pos. | Escons    | +/-                | Govern               |
| ---- | ---------------------------- | ---------------------------- | ---- | --------- | ------------------ | -------------------- |
| 2002 | Amb el Bloc Iúlia Timoixenko | Amb el Bloc Iúlia Timoixenko | 5è   | 22 / 450  |                    | Oposició (2002–05)   |
| 2002 | Amb el Bloc Iúlia Timoixenko | Amb el Bloc Iúlia Timoixenko | 5è   | 22 / 450  | Govern (2005)      |                      |
| 2002 | Amb el Bloc Iúlia Timoixenko | Amb el Bloc Iúlia Timoixenko | 5è   | 22 / 450  | Oposició (2005–06) |                      |
| 2006 | Amb el Bloc Iúlia Timoixenko | Amb el Bloc Iúlia Timoixenko | 2n   | 129 / 450 | 107                | Oposició             |
| 2007 | Amb el Bloc Iúlia Timoixenko | Amb el Bloc Iúlia Timoixenko | = 2n | 156 / 450 | 27                 | Govern (2007–10)     |
| 2007 | Amb el Bloc Iúlia Timoixenko | Amb el Bloc Iúlia Timoixenko | = 2n | 156 / 450 | 27                 | Oposició (2010–12)   |
| 2012 | 5,208,402                    | 25.54%                       | = 2n | 101 / 450 | 55                 | Oposició             |
| 2014 | 893,549                      | 5.68%                        | 6è   | 19 / 450  | 82                 | Coalició (2014–15)   |
| 2014 | 893,549                      | 5.68%                        | 6è   | 19 / 450  | 82                 | Oposició (2015–19)   |
| 2019 | 1,158,189                    | 8.18%                        | 3r   | 26 / 450  | 7                  | Suport extern (2019) |
| 2019 | 1,158,189                    | 8.18%                        | 3r   | 26 / 450  | 7                  | Oposició             |

### Presidencials
| Any  | Candidat                 | 1a volta                 | 1a volta                 | 1a volta                 | 2a volta                 | 2a volta                 | Resultat                 |
| Any  | Candidat                 | Vots                     | %                        | Pos.                     | Vots                     | %                        | Resultat                 |
| ---- | ------------------------ | ------------------------ | ------------------------ | ------------------------ | ------------------------ | ------------------------ | ------------------------ |
| 2004 | Suport a Víktor Iúsxenko | Suport a Víktor Iúsxenko | Suport a Víktor Iúsxenko | Suport a Víktor Iúsxenko | Suport a Víktor Iúsxenko | Suport a Víktor Iúsxenko | Suport a Víktor Iúsxenko |
| 2010 | Iúlia Timoixenko         | 6,159,610                | 25.05%                   | 2n                       | 11,593,357               | 45.47%                   | Derrota                  |
| 2014 | Iúlia Timoixenko         | 2,310,050                | 12.81%                   | 2n                       |                          |                          | Derrota                  |
| 2019 | Iúlia Timoixenko         | 2,532,452                | 13.40%                   | 3r                       |                          |                          | Derrota                  |